# آن ماری
آن ماری (انگلیسی: Anne Murray؛ زاده ۲۰ ژوئن ۱۹۴۵) یک موسیقی‌دان اهل کانادا است. وی از سال ۱۹۶۸ میلادی تاکنون مشغول فعالیت بوده‌است.